# Lipnica Górna (Petite-Pologne)
Pour les articles homonymes, voir Lipnica Górna.
Lipnica Górna est une localité polonaise de la gmina de Lipnica Murowana, située dans le powiat de Bochnia en voïvodie de Petite-Pologne.